# Francis Owen Stoker
Francis Owen „Frank“ Stoker (* 29. Mai 1867 in Dublin; † 8. Januar 1939 ebenda) war ein irischer Tennis- und Rugbyspieler.

## Leben
Stoker nahm von 1883 bis 1895 an Tennisturnieren teil. 1890 und 1893 gewann er den Doppeltitel der Wimbledon Championships an der Seite von Joshua Pim. Zwischen 1886 und 1891 nahm er an fünf Rugby-Länderspielen für die irische Nationalmannschaft teil.
Die Tennis- und Badmintonspielerin Norma Stoker war seine Tochter. Er liegt auf dem Glasnevin Cemetery in Dublin begraben.